# Joevin Jones
Joevin Martin Jones (Carenage, 3 agosto 1991) è un calciatore trinidadiano, difensore del Police e della nazionale trinidadiana.

## Carriera
Dopo aver vinto il titolo MLS coi Seattle Sounders nel 2016, a inizio 2018 si trasferisce in Germania al Darmstadt e il 28 gennaio, alla sua prima presenza, mette a segno il gol decisivo per la vittoria per 1-0 sul campo del St. Pauli. Con 4 gol in 15 presenze contribuisce in modo decisivo alla salvezza della propria squadra.

## Statistiche

### Cronologia presenze e reti in nazionale
| Cronologia completa delle presenze e delle reti in nazionale ― Trinidad e Tobago | Cronologia completa delle presenze e delle reti in nazionale ― Trinidad e Tobago | Cronologia completa delle presenze e delle reti in nazionale ― Trinidad e Tobago | Cronologia completa delle presenze e delle reti in nazionale ― Trinidad e Tobago | Cronologia completa delle presenze e delle reti in nazionale ― Trinidad e Tobago | Cronologia completa delle presenze e delle reti in nazionale ― Trinidad e Tobago | Cronologia completa delle presenze e delle reti in nazionale ― Trinidad e Tobago | Cronologia completa delle presenze e delle reti in nazionale ― Trinidad e Tobago |
| Data                                                                             | Città                                                                            | In casa                                                                          | Risultato                                                                        | Ospiti                                                                           | Competizione                                                                     | Reti                                                                             | Note                                                                             |
| -------------------------------------------------------------------------------- | -------------------------------------------------------------------------------- | -------------------------------------------------------------------------------- | -------------------------------------------------------------------------------- | -------------------------------------------------------------------------------- | -------------------------------------------------------------------------------- | -------------------------------------------------------------------------------- | -------------------------------------------------------------------------------- |
| 8-9-2010                                                                         | Panama                                                                           | Panama                                                                           | 3 – 0                                                                            | Trinidad e Tobago                                                                | Amichevole                                                                       | -                                                                                | 46’                                                                              |
| 10-9-2010                                                                        | Belmopan                                                                         | Belize                                                                           | 0 – 0                                                                            | Trinidad e Tobago                                                                | Amichevole                                                                       | -                                                                                |                                                                                  |
| 19-9-2010                                                                        | Saint John's                                                                     | Antigua e Barbuda                                                                | 0 – 1                                                                            | Trinidad e Tobago                                                                | Amichevole                                                                       | -                                                                                |                                                                                  |
| 21-9-2010                                                                        | Saint John's                                                                     | Trinidad e Tobago                                                                | 3 – 0                                                                            | Saint Lucia                                                                      | Amichevole                                                                       | -                                                                                | 77’                                                                              |
| 26-9-2010                                                                        | Providence                                                                       | Guyana                                                                           | 1 – 1                                                                            | Trinidad e Tobago                                                                | Amichevole                                                                       | -                                                                                |                                                                                  |
| 11-10-2010                                                                       | Kingston                                                                         | Giamaica                                                                         | 1 – 0                                                                            | Trinidad e Tobago                                                                | Amichevole                                                                       | -                                                                                |                                                                                  |
| 2-11-2010                                                                        | Marabella                                                                        | Trinidad e Tobago                                                                | 6 – 2                                                                            | Saint Vincent e Grenadine                                                        | Qual. Coppa dei Caraibi 2010                                                     | -                                                                                |                                                                                  |
| 4-11-2010                                                                        | Marabella                                                                        | Trinidad e Tobago                                                                | 2 – 1                                                                            | Guyana                                                                           | Qual. Coppa dei Caraibi 2010                                                     | -                                                                                |                                                                                  |
| 26-11-2010                                                                       | Fort-de-France                                                                   | Trinidad e Tobago                                                                | 0 – 2                                                                            | Cuba                                                                             | Coppa dei Caraibi 2010 - 1º turno                                                | -                                                                                |                                                                                  |
| 28-11-2010                                                                       | Fort-de-France                                                                   | Grenada                                                                          | 1 – 0                                                                            | Trinidad e Tobago                                                                | Coppa dei Caraibi 2010 - 1º turno                                                | -                                                                                | 74’                                                                              |
| 30-11-2010                                                                       | Fort-de-France                                                                   | Martinica                                                                        | 0 – 1                                                                            | Trinidad e Tobago                                                                | Coppa dei Caraibi 2010 - 1º turno                                                | -                                                                                | 76’                                                                              |
| 22-1-2012                                                                        | Port of Spain                                                                    | Trinidad e Tobago                                                                | 2 – 3                                                                            | Finlandia                                                                        | Amichevole                                                                       | -                                                                                | 57’                                                                              |
| 16-8-2012                                                                        | Edmonton                                                                         | Canada                                                                           | 2 – 0                                                                            | Trinidad e Tobago                                                                | Amichevole                                                                       | -                                                                                |                                                                                  |
| 10-10-2012                                                                       | Basseterre                                                                       | Guyana francese                                                                  | 1 – 4                                                                            | Trinidad e Tobago                                                                | Qual. Coppa dei Caraibi 2012                                                     | -                                                                                |                                                                                  |
| 12-10-2012                                                                       | Basseterre                                                                       | Saint Kitts e Nevis                                                              | 0 – 1                                                                            | Trinidad e Tobago                                                                | Qual. Coppa dei Caraibi 2012                                                     | -                                                                                |                                                                                  |
| 14-10-2012                                                                       | Basseterre                                                                       | Trinidad e Tobago                                                                | 10 – 0                                                                           | Anguilla                                                                         | Qual. Coppa dei Caraibi 2012                                                     | -                                                                                |                                                                                  |
| 14-11-2012                                                                       | Bacolet                                                                          | Trinidad e Tobago                                                                | 1 – 1                                                                            | Saint Vincent e Grenadine                                                        | Qual. Coppa dei Caraibi 2012                                                     | -                                                                                |                                                                                  |
| 16-11-2012                                                                       | Bacolet                                                                          | Trinidad e Tobago                                                                | 3 – 0                                                                            | Suriname                                                                         | Qual. Coppa dei Caraibi 2012                                                     | -                                                                                |                                                                                  |
| 18-11-2012                                                                       | Bacolet                                                                          | Trinidad e Tobago                                                                | 1 – 0                                                                            | Cuba                                                                             | Qual. Coppa dei Caraibi 2012                                                     | -                                                                                |                                                                                  |
| 7-12-2012                                                                        | Saint John's                                                                     | Haiti                                                                            | 0 – 0                                                                            | Trinidad e Tobago                                                                | Coppa dei Caraibi 2012 - 1º turno                                                | -                                                                                |                                                                                  |
| 9-12-2012                                                                        | Saint John's                                                                     | Antigua e Barbuda                                                                | 2 – 0                                                                            | Trinidad e Tobago                                                                | Coppa dei Caraibi 2012 - 1º turno                                                | -                                                                                |                                                                                  |
| 11-12-2012                                                                       | Saint John's                                                                     | Trinidad e Tobago                                                                | 2 – 1                                                                            | Rep. Dominicana                                                                  | Coppa dei Caraibi 2012 - 1º turno                                                | -                                                                                |                                                                                  |
| 14-12-2012                                                                       | Saint John's                                                                     | Martinica                                                                        | 1 – 1 (4 - 5 dtr)                                                                | Trinidad e Tobago                                                                | Coppa dei Caraibi 2012 - Finale                                                  | -                                                                                | 85’                                                                              |
| 16-12-2012                                                                       | Saint John's                                                                     | Cuba                                                                             | 1 – 0 dts                                                                        | Trinidad e Tobago                                                                | Coppa dei Caraibi 2012 - Finale                                                  | -                                                                                | 85’                                                                              |
| 23-3-2013                                                                        | Belmopan                                                                         | Belize                                                                           | 0 – 0                                                                            | Trinidad e Tobago                                                                | Amichevole                                                                       | -                                                                                |                                                                                  |
| 27-3-2013                                                                        | Lima                                                                             | Perù                                                                             | 3 – 0                                                                            | Trinidad e Tobago                                                                | Amichevole                                                                       | -                                                                                |                                                                                  |
| 4-6-2013                                                                         | Bucarest                                                                         | Romania                                                                          | 4 – 0                                                                            | Trinidad e Tobago                                                                | Amichevole                                                                       | -                                                                                | 18’                                                                              |
| 7-6-2013                                                                         | Tallinn                                                                          | Estonia                                                                          | 1 – 0                                                                            | Trinidad e Tobago                                                                | Amichevole                                                                       | -                                                                                | 75’                                                                              |
| 9-7-2013                                                                         | Harrison                                                                         | El Salvador                                                                      | 2 – 2                                                                            | Trinidad e Tobago                                                                | Gold Cup 2013 - 1º turno                                                         | 1                                                                                |                                                                                  |
| 13-7-2013                                                                        | Miami                                                                            | Trinidad e Tobago                                                                | 0 – 2                                                                            | Haiti                                                                            | Gold Cup 2013 - 1º turno                                                         | -                                                                                | 61’                                                                              |
| 16-7-2013                                                                        | Houston                                                                          | Honduras                                                                         | 0 – 2                                                                            | Trinidad e Tobago                                                                | Gold Cup 2013 - 1º turno                                                         | -                                                                                | 79’                                                                              |
| 16-11-2013                                                                       | Montego Bay                                                                      | Giamaica                                                                         | 0 – 1                                                                            | Trinidad e Tobago                                                                | Amichevole                                                                       | -                                                                                | 66’                                                                              |
| 20-11-2013                                                                       | Port of Spain                                                                    | Trinidad e Tobago                                                                | 2 – 0                                                                            | Giamaica                                                                         | Amichevole                                                                       | -                                                                                |                                                                                  |
| 5-6-2014                                                                         | Buenos Aires                                                                     | Argentina                                                                        | 3 – 0                                                                            | Trinidad e Tobago                                                                | Amichevole                                                                       | -                                                                                | 86’                                                                              |
| 8-6-2014                                                                         | San Paolo                                                                        | Iran                                                                             | 2 – 0                                                                            | Trinidad e Tobago                                                                | Amichevole                                                                       | -                                                                                | 63’                                                                              |
| 9-10-2014                                                                        | Couva                                                                            | Trinidad e Tobago                                                                | 6 – 1                                                                            | Rep. Dominicana                                                                  | Coppa dei Caraibi 2014 - 1º turno                                                | -                                                                                |                                                                                  |
| 11-10-2014                                                                       | Couva                                                                            | Trinidad e Tobago                                                                | 2 – 0                                                                            | Saint Lucia                                                                      | Coppa dei Caraibi 2014 - 1º turno                                                | -                                                                                | 35’                                                                              |
| 13-10-2014                                                                       | Couva                                                                            | Trinidad e Tobago                                                                | 1 – 0                                                                            | Antigua e Barbuda                                                                | Coppa dei Caraibi 2014 - 1º turno                                                | -                                                                                |                                                                                  |
| 16-11-2014                                                                       | Montego Bay                                                                      | Cuba                                                                             | 0 – 0                                                                            | Trinidad e Tobago                                                                | Coppa dei Caraibi 2014 - 1º turno                                                | -                                                                                |                                                                                  |
| 19-11-2014                                                                       | Montego Bay                                                                      | Giamaica                                                                         | 0 – 0 (4 - 3 dtr)                                                                | Trinidad e Tobago                                                                | Coppa dei Caraibi 2014 - Finale                                                  | -                                                                                | 42’                                                                              |
| 16-6-2015                                                                        | Irbid                                                                            | Giordania                                                                        | 3 – 0                                                                            | Trinidad e Tobago                                                                | Amichevole                                                                       | -                                                                                |                                                                                  |
| 10-7-2015                                                                        | Chicago                                                                          | Trinidad e Tobago                                                                | 3 – 1                                                                            | Guatemala                                                                        | Gold Cup 2015 - 1º turno                                                         | 1                                                                                | 80’                                                                              |
| 13-7-2015                                                                        | Phoenix                                                                          | Trinidad e Tobago                                                                | 2 – 0                                                                            | Cuba                                                                             | Gold Cup 2015 - 1º turno                                                         | -                                                                                |                                                                                  |
| 16-7-2015                                                                        | Charlotte                                                                        | Messico                                                                          | 4 – 4                                                                            | Trinidad e Tobago                                                                | Gold Cup 2015 - 1º turno                                                         | -                                                                                |                                                                                  |
| 19-7-2015                                                                        | East Rutherford                                                                  | Trinidad e Tobago                                                                | 1 – 1 (6 - 7 dtr)                                                                | Panama                                                                           | Gold Cup 2015 - Quarti di finale                                                 | -                                                                                |                                                                                  |
| 5-9-2015                                                                         | Sandy                                                                            | Messico                                                                          | 3 – 3                                                                            | Trinidad e Tobago                                                                | Amichevole                                                                       | -                                                                                | 87’                                                                              |
| 9-10-2015                                                                        | Panama                                                                           | Panama                                                                           | 1 – 2                                                                            | Trinidad e Tobago                                                                | Amichevole                                                                       | -                                                                                | 78’                                                                              |
| 14-10-2015                                                                       | Port of Spain                                                                    | Trinidad e Tobago                                                                | 0 – 0                                                                            | Nicaragua                                                                        | Amichevole                                                                       | -                                                                                |                                                                                  |
| 14-11-2015                                                                       | Città del Guatemala                                                              | Guatemala                                                                        | 1 – 2                                                                            | Trinidad e Tobago                                                                | Qual. Mondiali 2018                                                              | -                                                                                |                                                                                  |
| 18-11-2015                                                                       | Port of Spain                                                                    | Trinidad e Tobago                                                                | 0 – 0                                                                            | Stati Uniti                                                                      | Qual. Mondiali 2018                                                              | -                                                                                |                                                                                  |
| 8-1-2016                                                                         | Panama                                                                           | Trinidad e Tobago                                                                | 0 – 1                                                                            | Haiti                                                                            | Coppa America 2016 - Qualificazioni                                              | -                                                                                |                                                                                  |
| 25-3-2016                                                                        | Kingstown                                                                        | Saint Vincent e Grenadine                                                        | 2 – 3                                                                            | Trinidad e Tobago                                                                | Qual. Mondiali 2018                                                              | 1                                                                                |                                                                                  |
| 30-3-2016                                                                        | Port of Spain                                                                    | Trinidad e Tobago                                                                | 6 – 0                                                                            | Saint Vincent e Grenadine                                                        | Qual. Mondiali 2018                                                              | 1                                                                                | 34’ 83’                                                                          |
| 3-6-2016                                                                         | Qinhuangdao                                                                      | Cina                                                                             | 4 – 2                                                                            | Trinidad e Tobago                                                                | Amichevole                                                                       | 2                                                                                |                                                                                  |
| 7-9-2016                                                                         | Jacksonville                                                                     | Stati Uniti                                                                      | 4 – 0                                                                            | Trinidad e Tobago                                                                | Qual. Mondiali 2018                                                              | -                                                                                |                                                                                  |
| 6-10-2016                                                                        | Couva                                                                            | Trinidad e Tobago                                                                | 4 – 0                                                                            | Rep. Dominicana                                                                  | Qual. Coppa dei Caraibi 2017                                                     | -                                                                                | 51’                                                                              |
| 12-10-2016                                                                       | Fort-de-France                                                                   | Martinica                                                                        | 2 – 0 dts                                                                        | Trinidad e Tobago                                                                | Qual. Coppa dei Caraibi 2017                                                     | -                                                                                | 60’                                                                              |
| 12-11-2016                                                                       | Port of Spain                                                                    | Trinidad e Tobago                                                                | 0 – 2                                                                            | Costa Rica                                                                       | Qual. Mondiali 2018                                                              | -                                                                                |                                                                                  |
| 15-11-2016                                                                       | San Pedro Sula                                                                   | Honduras                                                                         | 3 – 1                                                                            | Trinidad e Tobago                                                                | Qual. Mondiali 2018                                                              | -                                                                                | 71’                                                                              |
| 25-3-2017                                                                        | Port of Spain                                                                    | Trinidad e Tobago                                                                | 1 – 0                                                                            | Panama                                                                           | Qual. Mondiali 2018                                                              | -                                                                                |                                                                                  |
| 29-3-2017                                                                        | Port of Spain                                                                    | Trinidad e Tobago                                                                | 0 – 1                                                                            | Messico                                                                          | Qual. Mondiali 2018                                                              | -                                                                                |                                                                                  |
| 9-6-2017                                                                         | Commerce City                                                                    | Stati Uniti                                                                      | 2 – 0                                                                            | Trinidad e Tobago                                                                | Qual. Mondiali 2018                                                              | -                                                                                | 68’                                                                              |
| 14-6-2017                                                                        | San José                                                                         | Costa Rica                                                                       | 2 – 1                                                                            | Trinidad e Tobago                                                                | Qual. Mondiali 2018                                                              | -                                                                                | 77’                                                                              |
| 2-9-2017                                                                         | Port of Spain                                                                    | Trinidad e Tobago                                                                | 1 – 2                                                                            | Honduras                                                                         | Qual. Mondiali 2018                                                              | 1                                                                                |                                                                                  |
| 6-9-2017                                                                         | Panama                                                                           | Panama                                                                           | 3 – 0                                                                            | Trinidad e Tobago                                                                | Qual. Mondiali 2018                                                              | -                                                                                | 63’                                                                              |
| 7-10-2017                                                                        | San Luis Potosí                                                                  | Messico                                                                          | 3 – 1                                                                            | Trinidad e Tobago                                                                | Qual. Mondiali 2018                                                              | -                                                                                | 73’                                                                              |
| 11-10-2017                                                                       | Couva                                                                            | Trinidad e Tobago                                                                | 2 – 1                                                                            | Stati Uniti                                                                      | Qual. Mondiali 2018                                                              | -                                                                                | 72’ 90’                                                                          |
| 24-3-2018                                                                        | Les Abymes                                                                       | Guadalupa                                                                        | 0 – 1                                                                            | Trinidad e Tobago                                                                | Amichevole                                                                       | 1                                                                                | 46’                                                                              |
| 26-3-2018                                                                        | Fort-de-France                                                                   | Martinica                                                                        | 0 – 0                                                                            | Trinidad e Tobago                                                                | Amichevole                                                                       | -                                                                                |                                                                                  |
| 6-9-2018                                                                         | Girona                                                                           | Trinidad e Tobago                                                                | 2 – 0                                                                            | Emirati Arabi Uniti                                                              | Amichevole                                                                       | -                                                                                |                                                                                  |
| 15-11-2018                                                                       | Teheran                                                                          | Iran                                                                             | 1 – 0                                                                            | Trinidad e Tobago                                                                | Amichevole                                                                       | -                                                                                | 72’                                                                              |
| 10-6-2019                                                                        | Fullerton                                                                        | Trinidad e Tobago                                                                | 0 – 2                                                                            | Canada                                                                           | Amichevole                                                                       | -                                                                                | 66’                                                                              |
| 18-6-2019                                                                        | Saint Paul                                                                       | Panama                                                                           | 2 – 0                                                                            | Trinidad e Tobago                                                                | Gold Cup 2019 - 1º turno                                                         | -                                                                                | 65’                                                                              |
| 22-6-2019                                                                        | Cleveland                                                                        | Stati Uniti                                                                      | 6 – 0                                                                            | Trinidad e Tobago                                                                | Gold Cup 2019 - 1º turno                                                         | -                                                                                | 67’ 86’                                                                          |
| 26-6-2019                                                                        | Kansas City                                                                      | Trinidad e Tobago                                                                | 1 – 1                                                                            | Guyana                                                                           | Gold Cup 2019 - 1º turno                                                         | -                                                                                | 77’                                                                              |
| 6-9-2019                                                                         | Fort-de-France                                                                   | Martinica                                                                        | 1 – 1                                                                            | Trinidad e Tobago                                                                | CONCACAF Nations League 2019-2020 - 1º turno                                     | 1                                                                                | 71’                                                                              |
| 10-9-2019                                                                        | Port of Spain                                                                    | Trinidad e Tobago                                                                | 2 – 2                                                                            | Martinica                                                                        | CONCACAF Nations League 2019-2020 - 1º turno                                     | -                                                                                | 63’                                                                              |
| 26-3-2021                                                                        | San Cristóbal                                                                    | Trinidad e Tobago                                                                | 3 – 0                                                                            | Guyana                                                                           | Qual. Mondiali 2022                                                              | -                                                                                | 77’                                                                              |
| 28-3-2021                                                                        | Mayagüez                                                                         | Porto Rico                                                                       | 1 – 1                                                                            | Trinidad e Tobago                                                                | Qual. Mondiali 2022                                                              | 1                                                                                | 64’                                                                              |
| 5-6-2021                                                                         | Nassau                                                                           | Bahamas                                                                          | 0 – 0                                                                            | Trinidad e Tobago                                                                | Qual. Mondiali 2022                                                              | -                                                                                |                                                                                  |
| 8-6-2021                                                                         | Santo Domingo                                                                    | Trinidad e Tobago                                                                | 2 – 0                                                                            | Saint Kitts e Nevis                                                              | Qual. Mondiali 2022                                                              | -                                                                                | 45’                                                                              |
| 3-6-2022                                                                         | Managua                                                                          | Nicaragua                                                                        | 2 – 1                                                                            | Trinidad e Tobago                                                                | CONCACAF Nations League 2022-2023 - 1º turno                                     | -                                                                                | 46’                                                                              |
| 29-1-2023                                                                        | Port of Spain                                                                    | Trinidad e Tobago                                                                | 2 – 0                                                                            | Sint Maarten                                                                     | Amichevole                                                                       | -                                                                                | 55’                                                                              |
| 11-3-2023                                                                        | Montego Bay                                                                      | Giamaica                                                                         | 0 – 1                                                                            | Trinidad e Tobago                                                                | Amichevole                                                                       | -                                                                                | Cap. 86’                                                                         |
| 14-3-2023                                                                        | Kingston                                                                         | Giamaica                                                                         | 0 – 0                                                                            | Trinidad e Tobago                                                                | Amichevole                                                                       | -                                                                                | 72’                                                                              |
| 24-3-2023                                                                        | Nassau                                                                           | Bahamas                                                                          | 0 – 3                                                                            | Trinidad e Tobago                                                                | CONCACAF Nations League 2022-2023 - 1º turno                                     | 1                                                                                | Cap.                                                                             |
| 28-3-2023                                                                        | Bacolet                                                                          | Trinidad e Tobago                                                                | 1 – 1                                                                            | Nicaragua                                                                        | CONCACAF Nations League 2022-2023 - 1º turno                                     | 1                                                                                | Cap. 79’                                                                         |
| 24-6-2023                                                                        | Fort Lauderdale                                                                  | Trinidad e Tobago                                                                | 3 – 0                                                                            | Saint Kitts e Nevis                                                              | Gold Cup 2023 - 1º turno                                                         | -                                                                                | 84’                                                                              |
| 28-6-2023                                                                        | Saint Louis                                                                      | Giamaica                                                                         | 4 – 1                                                                            | Trinidad e Tobago                                                                | Gold Cup 2023 - 1º turno                                                         | -                                                                                | 46’ 73’                                                                          |
| 2-7-2023                                                                         | Charlotte                                                                        | Stati Uniti                                                                      | 6 – 0                                                                            | Trinidad e Tobago                                                                | Gold Cup 2023 - 1º turno                                                         | -                                                                                | 46’                                                                              |
| 10-10-2024                                                                       | Santiago di Cuba                                                                 | Cuba                                                                             | 2 – 2                                                                            | Trinidad e Tobago                                                                | CONCACAF Nations League 2024-2025 - 1º turno                                     | 1                                                                                |                                                                                  |
| 14-10-2024                                                                       | Bacolet                                                                          | Trinidad e Tobago                                                                | 3 – 1                                                                            | Cuba                                                                             | CONCACAF Nations League 2024-2025 - 1º turno                                     | 1                                                                                |                                                                                  |
| 17-12-2024                                                                       | Riad                                                                             | Arabia Saudita                                                                   | 3 – 1                                                                            | Trinidad e Tobago                                                                | Amichevole                                                                       | -                                                                                | 60’                                                                              |
| 6-2-2025                                                                         | Montego Bay                                                                      | Giamaica                                                                         | 1 – 0                                                                            | Trinidad e Tobago                                                                | Amichevole                                                                       | -                                                                                | 62’                                                                              |
| 9-2-2025                                                                         | Kingston                                                                         | Giamaica                                                                         | 1 – 1                                                                            | Trinidad e Tobago                                                                | Amichevole                                                                       | -                                                                                | 59’ 64’                                                                          |
| 21-3-2025                                                                        | Santiago di Cuba                                                                 | Cuba                                                                             | 1 – 2                                                                            | Trinidad e Tobago                                                                | Qual. Gold Cup 2025                                                              | -                                                                                | cap. 81’                                                                         |
| 25-3-2025                                                                        | Couva                                                                            | Trinidad e Tobago                                                                | 4 – 0                                                                            | Cuba                                                                             | Qual. Gold Cup 2025                                                              | -                                                                                | 46’                                                                              |
| 27-5-2025                                                                        | Londra                                                                           | Giamaica                                                                         | 3 – 2                                                                            | Trinidad e Tobago                                                                | Amichevole                                                                       | -                                                                                | 78’ 90’                                                                          |
| 31-5-2025                                                                        | Brentford                                                                        | Trinidad e Tobago                                                                | 0 – 4                                                                            | Ghana                                                                            | Amichevole                                                                       | -                                                                                | cap.                                                                             |
| 6-6-2025                                                                         | Port of Spain                                                                    | Trinidad e Tobago                                                                | 6 – 2                                                                            | Saint Kitts e Nevis                                                              | Qual. Mondiali 2026                                                              | -                                                                                | 87’                                                                              |
| 15-6-2025                                                                        | San Jose                                                                         | Stati Uniti                                                                      | 5 – 0                                                                            | Trinidad e Tobago                                                                | Gold Cup 2025 - 1º turno                                                         | -                                                                                | 74’                                                                              |
| 22-6-2025                                                                        | Paradise                                                                         | Arabia Saudita                                                                   | 1 – 1                                                                            | Trinidad e Tobago                                                                | Gold Cup 2025 - 1º turno                                                         | -                                                                                | 80’                                                                              |
| Totale                                                                           |                                                                                  | Presenze                                                                         | 102                                                                              |                                                                                  | Reti                                                                             | 14                                                                               |                                                                                  |

## Palmarès

### Competizioni nazionali
- Trinidad and Tobago Classic: 2

W Connection: 2011, 2013
- TT Pro League: 2

W Connection: 2011-2012, 2013-2014
- Trinidad and Tobago Charity Shield: 1

W Connection: 2012
- Trinidad & Tobago FA Cup: 1

W Connection: 2013-2014
- Trinidad and Tobago Pro Bowl: 2

W Connection: 2013, 2014
- Trinidad and Tobago Goal Shield: 1

W Connection: 2013
- Campionato MLS: 2

Seattle Sounders: 2016, 2019